# Kanzel (Tanzac)

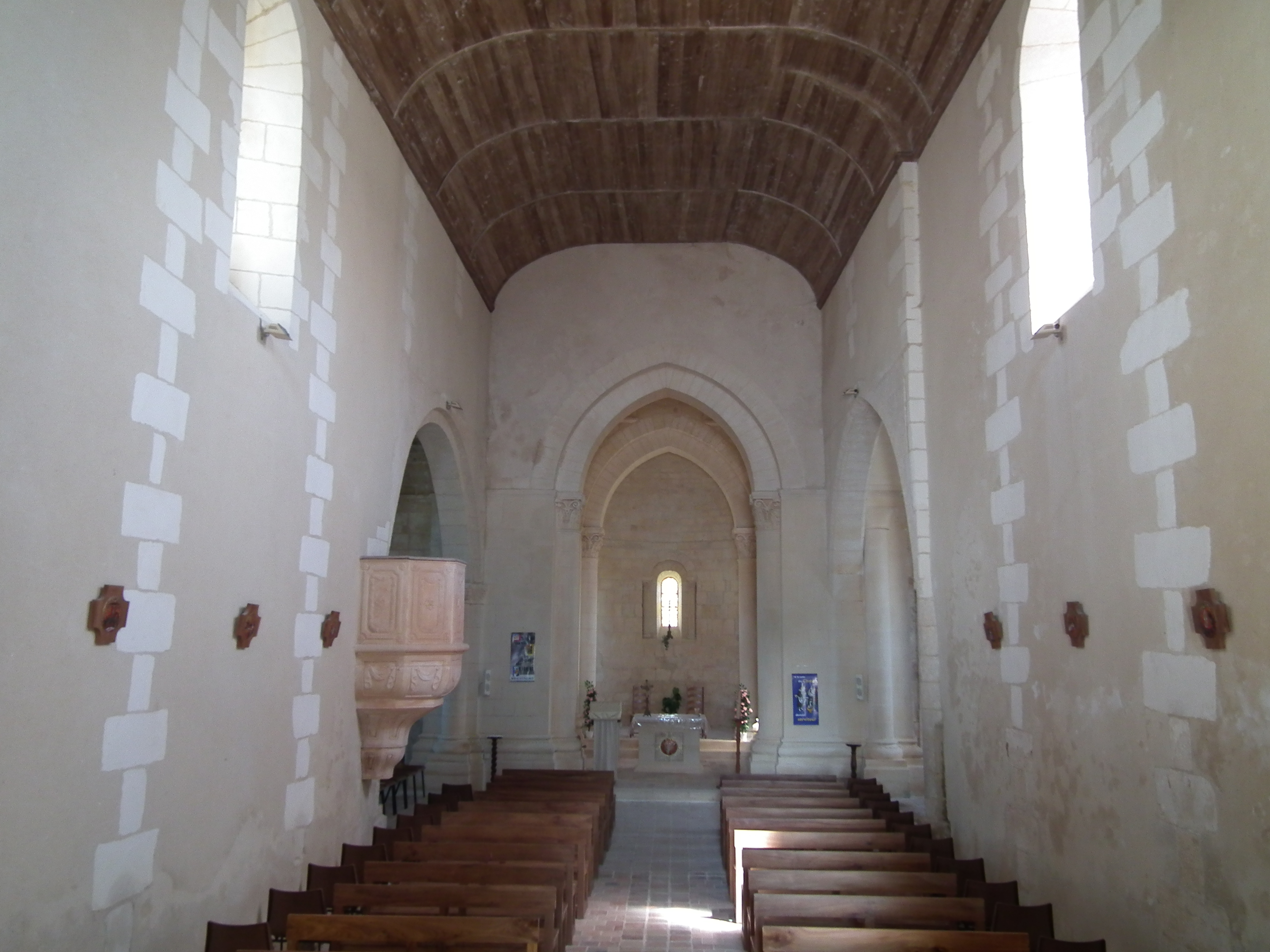
Kanzel in Tanzac

Die Kanzel in der Kirche St-Saturnin in Tanzac, einer französischen Gemeinde im Département Charente-Maritime der Region Nouvelle-Aquitaine, wurde im 18. Jahrhundert geschaffen. Die Kanzel wurde 1984 als Monument historique in die Liste der geschützten Objekte (Base Palissy) in Frankreich aufgenommen.
Lediglich der Kanzelfuß ist aus Stein, der Kanzelkorb mit Schnitzereien und die Treppe sind aus Holz. Der Schalldeckel ist nicht mehr vorhanden.